# Джухи Чаула
Джухи Чавла (на английски: Juhi Chawla, хинди: जूही चावला, урду:جُوہی چاولا) е индийска актриса, която играе в боливудски филми. Тя е носителка на титлата „Мис Индия“ за 1984 година.

## Биография
Джухи Чавла е първородното дете на д-р С. Чавла и неговата съпруга Мона Чавла. Джухи има един брат на име Санджив.
На 17 години печели конкурсът „Мис Индия“. На конкурсът „Мис Вселена“ от 1984 година, тя печели наградата за най-добър костюм. През 1998 година, Джухи се омъжва за фабрикантът милионер Джай Мехта. От този брак, тя има две деца – син и дъщеря. Дъщеря ѝ се казва Джанви, а синът ѝ – Арджун.

## Кариера
Джухи Чавла дебютира като актриса на 19 години. Джухи е част от популярна филмова двойка, заедно с актьора Амир Кхан. Снимала се е в много филми, където партнира на Шах Рук Хан. Дхухи е актриса от цели 21 години, през които се е снимала в 83 филма.